# Dicamptus xhosa
Dicamptus xhosa är en stekelart som beskrevs av Delobel 1976. Dicamptus xhosa ingår i släktet Dicamptus och familjen brokparasitsteklar. Inga underarter finns listade i Catalogue of Life.